# 瓦版

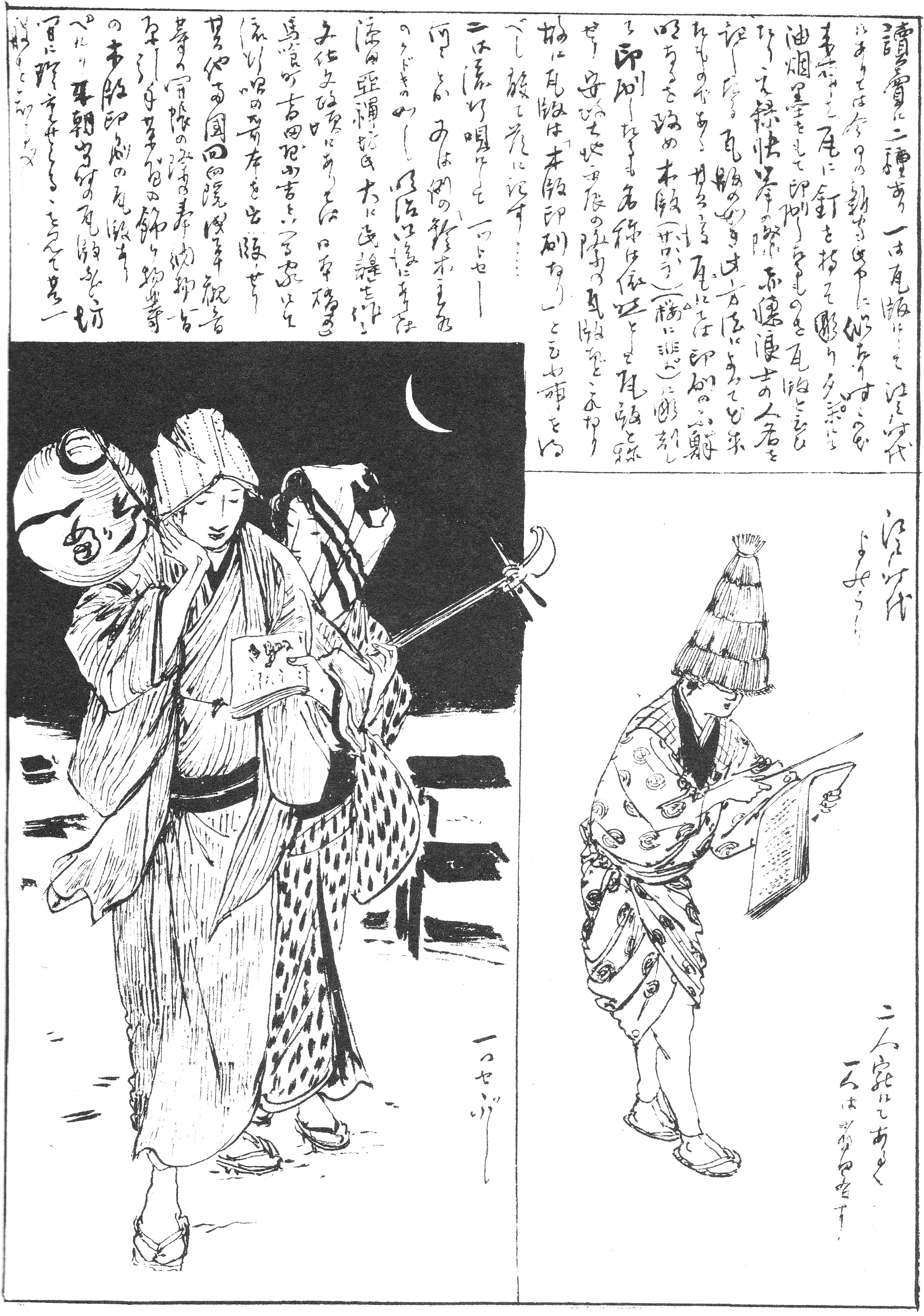
瓦版を売る読売の姿。なお、時代劇などでは左側の姿でしばしば登場するが、このように顔を露わにするのは明治維新直前まで無く、右のように編笠を被って顔がわからないように売った。

瓦版（かわらばん）は、江戸時代の日本で普及していた、時事性・速報性の高いニュースを扱った印刷物をいう。天変地異、大火、心中などに代表される、庶民の関心事を盛んに報じた。街頭で読み上げながら売り歩いたことから、読売（讀賣）ともいう。木版摺りが一般的。粘土に文字や絵を彫り、瓦のように焼いて作ったため、そう呼ばれる。原版として木版の残る。瓦版という名称は幕末ころの文献に初めて見られ、一般的な呼び名であった「読み売り」「辻売り」「一枚摺り」の粗末なものに対する蔑称として用いられていた。

## 概要
最初の瓦版は1615年（元和元年）の大坂夏の陣の結末を報じた『安部之合戦之図」と『大坂卯年図』が知られ、ともに現存するが、当時のものであるとする直接の証拠はない。多くの場合、挿絵を中心に説明文を書き添えたもので、形態は大小さまざまな木版一枚刷りと、半紙二つ折りを数枚綴じたものとがある。事件発生の都度、街頭で読み売りされたため「読み売り」または「辻売りの絵草紙」などとも呼ばれた。1673年（延宝元年）の出版規制令では、「噂事，人の善悪」に関する出版が規制項目となったことで瓦版も規制対象となる。1684年（貞享元年）の町触では、より明確に「当座のかわりたる事」等の出版が禁止され、辻や橋のたもとなどでの販売行為が処罰対象となる。享保改革では特に好色物が厳重に規制され、その出版は一時危機的となるが、他方、忠孝慈善等の趣旨に沿う内容のものは積極的に奨励された。
街頭での読み売りのほか、露店や絵草紙店での店頭売りがあった。価格は紙幅の大小により幅があったが、幕末の短期間を除き江戸時代を通じて変わらず、初期で3文、明和（1764年-72）の四文銭流通の後は4文となる。ただし事件の大きさで値段は変動し、2文から30文の幅があったとされる。明治の新聞・雑誌流行期にも瓦版は需要を残し、その終末は明治20年代であった。
内容的には妖怪出現など（例として「大猫」項を参照）、娯楽志向のガセネタも含め、仇討ち、心中、火事、刑死などの新奇な事件を街頭で読み売りした。主題としては、八百屋お七の刑死や心中事件のような好色物が好まれた。吉凶の予言、因果応報、神仏の奇瑞霊顕なども人気であった。多くは一枚摺り。絵入りのものなどもあり、幕末期には多く出版され、浮世絵師の歌川国芳らが描いていた。これらは無許可で出版される摺物であった。明治初期までは出版されることがあったというが、その後は新聞の登場などにより衰退した。現存する最古の瓦版は大坂の陣を記事としたものである。
天和から元禄（1681-1704年間）にかけて盛んに刷られたとみられるが、その時期の瓦版はほとんど残っていない。古いもので宝暦年間（1751-64年間）から現存してくる。享保7年2月（1722年の3月か4月）の法令中に「筋無き噂事並に心中の読売を禁じる」があり、享保9年6月（1724年の7月か8月）の法令にも、「御曲輪内での読売をしてはならぬ」との法が出されている。裏を返せば、この時期（享保年間）に盛んに読まれていたということであるが、現存するものは残されていない。
瓦版売りは、頭に手拭いを乗せて三味線引きの囃し方を伴って、竹棒を軽快に叩きながら夕方頃に売り捌く者と、編み笠を被った2人1組で、昼頃に売り声をかけず売り捌く者とに大きく分かれ、前者は定職に就かず創作の得意な者たちが、デマを含んだゴシップやネタ系を多く作り、売り文句と内容が異なることもあった。一方で後者は、時事ネタや御政道批判を売りにし、信憑性の高い記事が多く、後者がよく売れたという。御政道の批判は取り締まりの対象になり易く、印刷でなく筆写で作られ、販売を終えると即解散した。また購入者も処罰されるため、読み終えると直ぐに燃やして処分する前提で製作された。
最も売れた瓦版は、火事を速報する際に刷られた「方角場所付け」で、地図の部分を切り絵図と呼ばれる既存の版下を使って、火災地点を赤刷りすることで、その日のうちに刷りを重ねることができ、収まった頃に色刷りの事後報告版がつくられた。購入者は被災者への見舞いのために購入し、少しでも購入が遅れた者は不人情と誹られた。また地震が伴った場合は、厄落としに、紙面に鯰がちょぼくれ節を歌い歩く笑い絵「なまずちょぼくれ」が掲載された。
確実に大量出版されるようになった時期は、天保の改革期（1831-1845年間）以降とされる。
安政江戸地震（1855年）の直後に出た瓦版「関東江戸大地震并（ならびに）大火方角場所附」では被害状況や幕府が被災者のために作った「お救小屋」の位置などが書かれている。
幕末にもなると江戸城の下馬先において、大名行列相手に瓦版売りが名物となった。
近代初期に入った段階でもマスメディアは瓦版を利用しており、1885年（明治18年）の大阪洪水の翌86年において、『洪水志』の発刊にともなって、石版画14枚を抽入している。写真そのものがまだ高価で普及度も低い段階であり、写真の代替として石版画の瓦版が登場した。

## 語源
瓦版の語源は以下のように諸説あるがはっきりしていない。
- 粘土板を用いて刷ったかのような粗悪な出来栄えである[13]。
- 木版の代わりに粘土板を用いて印刷した[14]。
- 紙の大きさが瓦と同じくらいである。
- 河原者が作った。

「瓦版」という呼称自体は幕末の文献より確認され、初期においては、「絵草紙」と呼び、「読売」とも呼ばれた（前同事典）。
- 奇説としては何等かの名前が訛って当て字を入れられた可能性がある。

例:厠（かわや、トイレの意）に使うもの→厠版→瓦版
なお、例については紙質が悪かったことから例えば使用後は尻拭き等の使い道しか無かったのでは無いか？等の類推である。前例としては、江戸時代の九州にあったとされる、えのころ（犬ころの意）飯等がある。

## 現代
現代日本語としては、掲示板様の告知・報道様式を指す雅称として「瓦版」「かわら版」という語が用いられる例は多い。